# Festival Audiovisual Ull Nu
El Festival Audiovisual d'Andorra (o simplement Festival Ull Nu), es un certamen de cinema emergent que es duu a terme al maig de cada any des del 2012 a Andorra la Vella, Andorra. Aquest s'ha tornat un punt de referència tant dins com fora d'Andorra, i al mateix temps ha creat un punt de trobada en el que s'incentiva i fomenta la cultura, la creació audiovisual i el talent de la joventut.
Durant els dies que dura el festival, diverses instal·lacions interactives i audiovisuals són instal·lades al Centre Històric d'Andorra la Vella, on també hi han concerts, així com xerrades, conferències i projeccions de llargmetratges i migmetratges al Teatre Comunal d'Andorra la Vella, activitats que s'han anat ampliant i diversificant al llarg del temps.
Així i tot, l'esdeveniment central del festival es la projecció de diversos blocs de curtmetratges que participen en el concurs que es proposa en cada edició. Hi han 5 categories: Documental, Animació, VideoArt, VideoClip i Ficció. Després de cada bloc els espectadors tenen la oportunitat de puntuar les obres. Al final de cada edició s'entreguen premis segons les valoracions del jurat i dels espectadors.
El festival Ull Nu comença a iniciar-se al 2007 gràcies a una iniciativa del Departament de Joventut del Comú d’Andorra la Vella. La seva finalitat no era més que la creació d'un punt de trobada per a joves andorrans (per sota de 35 anys), que es dediquessin a crear obres audiovisuals, i poguessin així compartir-les, s'anomenava Mostra Audiovisual.
Més endavant, al 2013, s'origina l'Associació Ull Nu i això comporta que la Mostra Audiovisual passi a ser el que coneixem actualment com a Festival Audiovisual Ull Nu, on a més a més de joves creadors del país, hi poden participar joves creadors de tot arreu del Pirineu. A la sisena edició del festival es decideix agrupar totes les modalitats de curtmetratge en una sola i obrir la categoria de llargmetratges i migmetratges. En aquell any Ull Nu canvia de cognom, passa de Festival de joves creadors del Pirineu a Festival de cine emergent d’Andorra. Finalment a la setèna edició, passa a dir-se Festival Audiovisual d’Andorra i s'incorporen noves activitats ja que el nou pressupost ho permet, abans es tenien 32.000 euros, i en canvi ara 72.000. El festival també ha anat creixent gràcies al Comú d'Andorra la Vella i el Govern d'Andorra que han permès la inclusió d'aquestes noves propostes audiovisuals variades com per exemple, xerrades, activitats familiars, sessions escolars, instal·lacions artístiques...